# Death Breath
A Death Breath svéd death metal együttes. 2005-ben alakultak Stockholmban, tagjai Robert Pehrsson és Nicke Andersson. Pehrsson korábban a Thunder Express, illetve Dundertåget együttesek tagja volt, Andersson pedig az Entombed sorait erősítette. A zenekar tagjai szerint nen számít mellék-projektnek a Death Breath, annak ellenére, hogy egyéb zenekarokban is játszanak. Eredetileg "Black Breath" lett volna a nevük, de végül Death Breath-re változtatták. Meglepetésükre semmilyen metal zenekar nem használta ezt a nevet. Zenéjük old school death metal hangzású. Zenéjükre a Slayer, a Venom, a Black Sabbath, az Autopsy és a Celtic Frost hatott, illetve a régi horrorfilmek és H.P. Lovecraft.

## Tagok
- Robert Pehrsson - ének, gitár
- Nicke Andersson - dob, gitár, ének
- Scott Carlson - ének, basszusgitár
- Erik Wallin - gitár

### Korábbi tagok
- Mange Hedquist - basszusgitár

### További közreműködők
- Jörgen Sandström - ének
- Fred Estby - ének
- Erik Sahlstrom - ének

## Diszkográfia
- Stinking Up the Night (2006)
- Death Breath (kislemez, 2006)
- Let It Stink (EP, 2007)